# NGC 5499
NGC 5499 est une vaste galaxie lenticulaire relativement éloignée et située dans la constellation du Bouvier. Sa vitesse par rapport au fond diffus cosmologique est de 8 611 ± 13 km/s, ce qui correspond à une distance de Hubble de 127,0 ± 8,9 Mpc (∼414 millions d'al). NGC 5499 a été découverte par l'astronome français Édouard Stephan en 1870.
Selon la base de données Simbad, NGC 5499 est une galaxie LINER, c'est-à-dire une galaxie dont le noyau présente un spectre d'émission caractérisé par de larges raies d'atomes faiblement ionisés.